# 遊☆戯☆王デュエルモンスターズIII 三聖戦神降臨
『遊☆戯☆王デュエルモンスターズIII 三聖戦神降臨』（ゆうぎおうデュエルモンスターズスリー トライホーリーゴッドアドバント）は、2000年7月13日にコナミから発売されたゲームボーイカラー専用の遊☆戯☆王オフィシャルカードゲーム デュエルモンスターズを題材としたゲームソフトである。

## 概要
遊☆戯☆王デュエルモンスターズシリーズ第3作目。今作からゲームボーイカラー専用となった。PS版「遊☆戯☆王 真デュエルモンスターズ 封印されし記憶」の世界観を反映させた第3作。舞台は童実野町と古代エジプトになっている。「封印されし記憶」に登場したカード魔神がラスボスとして登場する。カードの総数は前作の720枚から800枚とそこまで変わっていないが、上下のカードパーツを組み合わせて新しいカードを作る「コンストラクション」というシステムによって作られるコンストラクションモンスターが9800種存在する。このシステムによって、攻撃力2000の下級モンスターが大量に作成できるようになっている。このコンストラクションモンスター以外の全てのカードに、パスワードが設定されている。
サブタイトルに「三聖戦神降臨」とあるが、実際には神のカードはゲーム内では使えず、エンディングで石板が見られるだけとなっている。前作、前々作との通信も可能であり、特定のカード同士を交換することで「通信融合」が発生し、受け取った側でカードが変化する。
2000年7月25日から8月27日までSD（ストリートデュエル）大会が全国の開催店舗で開かれた。予選は店舗ごとに違うが、決勝は8人で行うトーナメント形式になっていた。また、デッキキャパシティは1000まで。優勝者にはシークレットレア、レア仕様の「ブラック・マジシャン・ガール」が各1枚ずつ、上位入賞者7名にはレアのブラック・マジシャン・ガールが配られた。

## 主な変更点
- OCGの新エキスパートルールで使用されている「生け贄」システムが導入され、レベル5以上のモンスターの召喚には生け贄が必要となった[7]。
- 特殊能力を持った「効果モンスター」が初登場[8]したが、OCGとは異なりモンスターを表にした直後に発動させなければならないものとなっている。
- これまではプレイヤーが必ず先行だったが、先行後攻がランダムになった[9]。
- 手札で融合が可能になった。融合したことでレベル5以上になってしまうと、生け贄が必要になる[10]。原作のバトルシティ編と同じく、融合したモンスターは融合したターンに攻撃できない。また、同ターンに融合したカードを更に融合させることはできない。
- デッキに入れられる同名カードは3枚までとなった。また、制限カード[注釈 1]が登場し、強力なカードは1枚しか入れられない[注釈 2]。
- 「コンストラクション」を唯一実装している。9800種類のカードパターンのうち、7種類のみが「遊☆戯☆王デュエルモンスターズ4 最強決闘者戦記」にカード単体で収録され、OCG化も2001年の「スフィラスレディ」以降は永らく登場せず、約20年後の2022年に2枚目となる「ライトローミディアム」までしか果たされていない。
- CPUが魔法カードを使用するようになった。
- 召喚魔族に優劣が存在しない神魔族が追加された[11]。儀式召喚されるモンスターの種族のみ神魔族になっている。儀式カードが消滅しなくなり、素材の指定も緩和されて儀式カードが若干使いやすくなっている。
- 1ターンに1枚しかドローできなくなった[9]。
- パスワードを入力してもデッキキャパシティが減少しなくなった[12]。
- 通信対戦で負けてもカードを取られなくなり、魔法・罠・儀式の3種類からランダムにカード1枚が手に入るようになった[6]。

## 登場人物

### ステージ1（童実野町1）
- 武藤遊戯（むとう ゆうぎ）
- 城之内克也（じょうのうち かつや）
- 本田ヒロト（ほんだ ひろと）
- 梶木漁太（かじき りょうた）
- 孔雀舞（くじゃく まい）

### ステージ2（童実野町2）
- インセクター羽蛾（インセクターはが）
- ダイナソー竜崎（ダイナソーりゅうざき）
- エスパー絽場（エスパーろば）
- レアハンター
- パンドラ
- 海馬瀬人（かいば せと）

### ステージ3（古代エジプト）
- シモン・ムーラン
- イシズ・イシュタール
- ヘイシーン
- セト

### ステージ4（ファイナルステージ）
- カード魔神（カードまじん）
5勝すると1度だけエンディングのパスワードを教えてくれる。

### 闇ステージ
カード魔神に5勝した後に、パスワードを入力することで戦う相手が変更される。
- 闇遊戯（やみゆうぎ）
- 闇獏良（やみばくら）
- シャーディー
- マリク・イシュタール
- カード魔神・真の姿（カードまじん・しんのすがた）

### その他の登場人物
- 真崎杏子（まざき あんず）
デュエルに勝利後、カードを1枚とコンストラクションのパーツを1つランダムにプレゼントしてくれる。
- 武藤双六（むとう すごろく）
特定のパスワードを入力後、杏子の後にカードをもう1枚プレゼントしてくれるようになる。貰えるカードは魔法・罠・儀式の3種類からランダム。

## 同梱カード
全8種類のうち3枚がランダムに封入されていた。「磁石の戦士α」と「磁石の戦士β」のパラレルレアは通常版にのみ存在する。
- キラー・スネーク
- 万能地雷グレイモヤ
- 天狗のうちわ
- ガルマソードの誓い
- ガルマソード
- 磁石の戦士α
- 磁石の戦士β
- サイバティック・ワイバーン

### 予約特典カード
- デュナミス・ヴァルキリア

### 初回特典カード
- インセクト女王

### 攻略本同梱カード
- 漆黒の豹戦士パンサーウォリアー - 上巻同梱カード
- 時の機械-タイム・マシーン - 下巻同梱カード

## 関連書籍
- 遊☆戯☆王デュエルモンスターズIII 三聖戦神降臨（トライホーリーゴッドアドバント）キャンペーンモード完璧攻略編上巻（Vジャンプブックス-ゲームシリーズ）（2000年7月13日発行、ISBN 978-4-08-779067-2）
- 遊☆戯☆王デュエルモンスターズIII 三聖戦神降臨（トライホーリーゴッドアドバント）通信デュエル完璧攻略編下巻（Vジャンプブックス-ゲームシリーズ）（2000年8月10日発行、ISBN 978-4-08-779072-6）